# Sara Gimenez (Tennisspielerin)
Sara Gimenez (* 4. September 1996 in Asunción) ist eine ehemalige paraguayische Tennisspielerin.

## Karriere
Gimenez begann mit sechs Jahren das Tennisspielen und bevorzugt Hartplätze. Sie spielte hauptsächlich auf der ITF Women’s World Tennis Tour, auf der sie zwei Doppeltitel erringen konnte.
Seit 2015 wurde sie viermal für das paraguayischen Fed-Cup-Team nominiert und spielte 2015 ein Doppel, das sie auch gewann.
Ihr letztes Spiel auf der Profitour spielt sie im November 2017.

## Turniersiege

### Doppel
| Nr. | Datum          | Turnier       | Kategorie   | Belag | Partnerin           | Finalgegnerinnen                  | Ergebnis          |
| --- | -------------- | ------------- | ----------- | ----- | ------------------- | --------------------------------- | ----------------- |
| 1.  | 4. Mai 2013    | Villa Allende | ITF $10.000 | Sand  | Montserrat González | Victoria Bosio Aranza Salut       | 6:4, 6:0          |
| 2.  | 2. August 2014 | Santa Cruz    | ITF $10.000 | Sand  | Noelia Zeballos     | Sofia Luini Guadalupe Pérez Rojas | 6:73, 6:4, [10:8] |